# Pseudorca
Pseudorca — це рід із трьох представників, які включають †Pseudorca yokoyamai, †Pseudorca yuanliensis та Pseudorca crassidens. P. crassidens подорожують групами по 10–20, але можуть належати до більших груп близько 100 і більше. Pseudorca yuanliensis зустрічається в пліоценових шарах в Юаньлі, Тайвань, а Pseudorca yokoyamai зустрічається в породах пліоцену і плейстоцену в Японії.